# Gualtieri Sicaminò
Gualtieri Sicaminò ist eine italienische Gemeinde in der Metropolitanstadt Messina in der Autonomen Region Sizilien mit 1555 Einwohnern (Stand 31. Dezember 2023).

## Lage und Daten
Gualtieri Sicaminò liegt 41 Kilometer westlich von Messina im Hinterland von Milazzo. Die Einwohner arbeiten hauptsächlich in der Landwirtschaft.
Die Nachbargemeinden sind Condrò, Pace del Mela, San Pier Niceto und Santa Lucia del Mela.

## Geschichte
Der Ort wurde das erste Mal im Jahr 1088 erwähnt.

## Sehenswürdigkeiten
- Pfarrkirche aus dem 18. Jahrhundert